# ویروس انسفالیت اسبی ونزوئلایی
ویروس اِنسفالیت اسبی ونزوئلایی (انگلیسی: Venezuelan equine encephalitis virus) یک ویروس بیماری‌زای منتقل‌شونده با پشه است که سبب بروز بیماری «اِنسفالیت اسبی ونزوئلایی» می‌شود. این ویروس می‌تواند در تمامی اسب‌سانان همچون اسب، خر و گورخر موجب بیماری شود. پس از عفونت، اسب‌ها ممکن است به‌طور ناگهانی بمیرند یا دچار اختلالات پیشرونده سیستم عصبی مرکزی شوند. انسان نیز ممکن است به این بیماری مبتلا شود. بزرگسالان سالمی که به ویروس آلوده می‌شوند، ممکن است علائمی شبیه آنفولانزا مانند تب بالا و سردرد را تجربه کنند. افرادی که سیستم ایمنی ضعیفی دارند و کودکان و افراد مسن ممکن است به شدت بیمار شوند یا بر اثر این بیماری، جان خود را از دست بدهند.
ویروسی که باعث «اِنسفالیت اسبی ونزوئلایی» می‌شود عمدتاً توسط پشه‌هایی منتقل می‌شود که خون حیوان آلوده‌ای را می‌مکند و سپس حیوان یا انسان دیگری را نیش می‌زنند و از آن تغذیه می‌کنند. سرعت انتشار بیماری به زیرشاخه ویروسی و تراکم جمعیت پشه‌های آن منطقه بستگی دارد. این ویروس در مجموع ۶ زیرشاخه دارد. زیرشاخه‌های جانورگیر منطقه‌ای، بیماری‌های بومی مناطق خاصی هستند. به‌طور کلی این سروتیپ‌ها به سایر نقاط گسترش نمی‌یابند. این زیرشاخه‌های جانورگیر چرخهٔ انتقال جونده-پشه دارند و می‌توانند باعث بیماری انسانی شوند، اما به‌طور کلی بر سلامت اسب تأثیر نمی‌گذارد.
از سوی دیگر، زیرشاخه‌های همه‌گیر حیوانی می‌توانند به سرعت در میان جمعیت‌های بزرگ جانوری گسترش یابند. این اشکال ویروس برای اسب‌ها بسیار بیماری‌زا بوده و می‌توانند بر سلامت انسان نیز اثر بگذارند. اسب‌ها، به جای جوندگان، گونه‌های اصلی جانوری هستند که ناقل بیماری هستند. اسب‌های آلوده مقدار زیادی ویروس در سیستم گردش خون خود ایجاد می‌کنند. هنگامی که یک حشره خونخوار از چنین اسبانی تغذیه می‌کند، این ویروس را می‌گیرد و آن را به حیوانات یا انسان‌های دیگر منتقل می‌کند. اگرچه سایر حیوانات مانند گاو، خوک و سگ ممکن است آلوده شوند، اما معمولاً علائم بیماری را نشان نمی‌دهند یا در گسترش آن نقشی ندارند.
ویروس مورد بحث کروی است و تقریباً ۷۰ نانومتر قطر دارد. این ویروس دارای یک غشای لیپیدی با پروتئین‌های سطحی گلیکوپروتئینی است که در خارج آن پخش شده‌اند. در اطراف مواد هسته ای یک نوکلئوکپسید وجود دارد که دارای تقارن بیست وجهی T = ۴ است و تقریباً ۴۰ نانومتر قطر دارد.
در قاره آمریکا، ۲۱ مورد شیوع منطقه‌ای ویروس انسفالیت اسبی ونزوئلایی گزارش شده است. مکزیک، کلمبیا، ونزوئلا و ایالات متحده آمریکا برخی از کشورهایی هستند که شیوع بیماری را گزارش کرده‌اند. شیوع انسفالیت اسبی ونزوئلایی معمولاً پس از دوره‌هایی از بارش شدید رخ می‌دهد که شرایط را برای رشد جمعیت پشه‌ها مساعد و مهیا می‌کند.
یک واکسن غیرفعال حاوی سویهٔ سی-۸۴ برای ویروس انسفالیت اسبی ونزوئلایی وجود دارد که برای ایمن‌سازی اسب‌ها استفاده می‌شود. واکسن دیگری که حاوی سویهٔ تی‌سی-۸۳ است، فقط برای انسان در موقعیت‌های نظامی و آزمایشگاهی استفاده می‌شود که خطر ابتلا به ویروس را دارند. واکسن انسانی ممکن است عوارض جانبی داشته باشد و فرد را به‌طور کامل ایمن نمی‌کند. سویهٔ تی‌سی-۸۳ با ۸۳ مرتبه عبور دادن ویروس از کشت سلول قلبی خوکچه هندی تولید شد. سی-۸۴ مشتق شده از تی‌سی-۸۳ است.
در طول جنگ سرد، هم برنامه تسلیحات بیولوژیکی ایالات متحده و هم برنامه تسلیحات بیولوژیکی شوروی دربارهٔ امکان استفاده از ویروس انسفالیت اسبی ونزوئلایی در سلاح‌های بیولوژیک بررسی و پژوهش کردند.